# ناطحات السحاب في آسيا
ناطحات السحاب في آسيا هي الأبراج الشاهقة أو المرتفعة التي لا توجد إلا في مدن آسيوية متقدمة في الاقتصاد مثل دبي وشانغهاي وجدة وأبوظبي وكوالا لامبور.
تطورت ناطحات السحاب في آسيا وخاصة في دبي وشانغهاي وجدة وأبو ظبي ومومباي وكوالا لامبور ومكة المكرمة والعديد من المدن، فأصبح في دبي أبراج شاهقة الارتفاع مثل برج خليفة بارتفاع 828 متر وبرج الأميرة وبرج العرب، وفي شانغهاي برج شانغهاي بارتفاع 634 متر وبرج مركز التجارة العالمي وبرج لؤلؤة الشرق، وفي جدة برج المملكة بارتفاع أكثر من 1000 متر وهو تحت الإنشاء وبرج طريق الملك وأبراج لمار وبرج ذا هيدكوارترز بزنس بارك الذي افتتح مؤخراً وبرج الماسة.
أما مدينة كوالا لامبور عاصمة ماليزيا فتعد أبراج بتروناس هي الأطول بالمدينة.
وهناك مدن آسيوية أخرى بها أبراج شاهقة كمدينة بكين ومدينةالكويت وشينزين وهونغ كونغ والدوحة وبانكوك والمنامة.

## المدن العربية والآسيوية ذات ناطحات السحاب
هناك مدن عربية آسيوية عدة ازدادت فيها أعداد ناطحات السحاب، مثل مدينة دبي بطبيعة الحال وأبو ظبي والشارقة وعجمان في الإمارات، ومدينة جدة ومكة المكرمة والرياض في السعودية، والعاصمة اللبنانية بيروت والعاصمة الأردنية عمان، ومدينة الكويت والدوحة والمنامة والعواصم الخليجية الأخرى.